# Канішевський Григорій Митрофанович

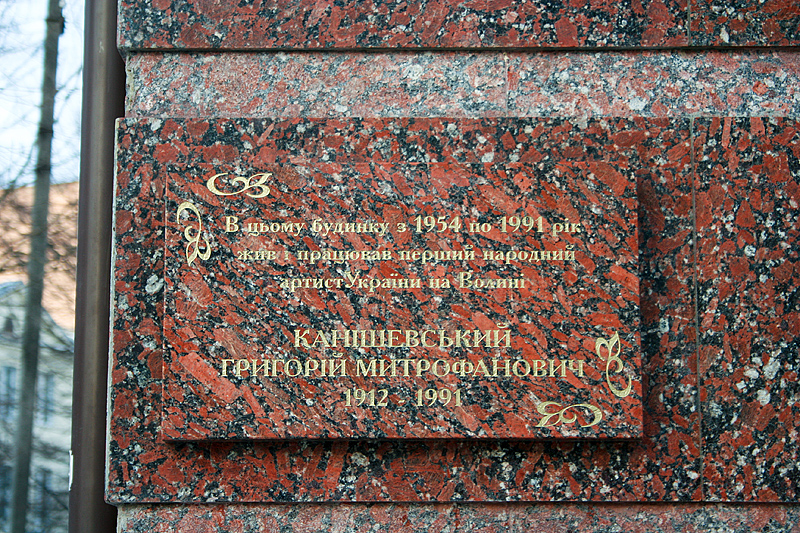
Меморіальна дошка в Луцьку

Григорій Митрофанович Канішевський (Канишевський; 13 (26) листопада 1912, Київ — 1 листопада 1991, Луцьк) — український актор, режисер. Народний артист Української РСР (1964).

## Загальні відомості
Працював у Волинському українському музично-драматичному театрі; ролі у виставах («Живий труп», «Запорожець за Дунаєм»); постановки («Назар Стодоля»).
Народився 26 листопада 1912 року в м. Київ в сім'ї робітника. Творчу діяльність розпочав в 1932 році в Київському робітничо-селянському театрі ім. Шевченка (м. Черкаси) спершу актором, згодом і директором театру.
Далі — Миргородський пересувний.
З березня 1945 року, відповідно до Урядової Постанови «Про переведення Миргородського пересувного театру до Луцька» — актор Волинського облмуздрамтеатру.
Зіграно понад 350 ролей.
Автор кількох драматичних творів.
Нагороджений медалями: «За доблесну працю» (двічі) та «Ветеран праці»